# 自由神
《自由神》，是1935年中華民國大陸时期的一部黑白剧情类电影，发行公司为電通公司製片廠。导演司徒慧敏、编剧夏衍、摄影杨霁明，王莹、施超、周伯勋担任主演，吴湄、藍苹（江青）参演。电影主题歌《自由神》由孙师毅填词，吕骥谱曲。

## 背景
1933年3月，中共上海中央局文化工作委员会（文委书记阳翰笙）成立“中国共产党电影小组”，组长夏衍，组员钱杏邨、王尘无、石凌鹤、司徒慧敏。小组通过司徒慧敏的堂兄司徒逸民1933年开设了“电通电影器材制造公司”，该公司在1934年春改组为电通影片公司，拍摄电影，左翼影界人士纷纷转入该公司。先后拍摄了《桃李劫》、《风云儿女》。1934年，夏衍在被迫退出明星公司后，转移到联华公司，担任联华二厂的特约编剧，协助剧本创作，还为电通影片公司编写了电影剧本《自由神》（1935年2月中共江苏省委及上海文委被破坏，电影署司徒慧敏编剧）。1935年春，司徒慧敏导演此剧，这也是他的导演处女作。由于司徒慧敏亲身经历了沙基惨案，所以他在影片中穿插了不少新闻纪录片的镜头，以增强影片的时代感。

## 剧情

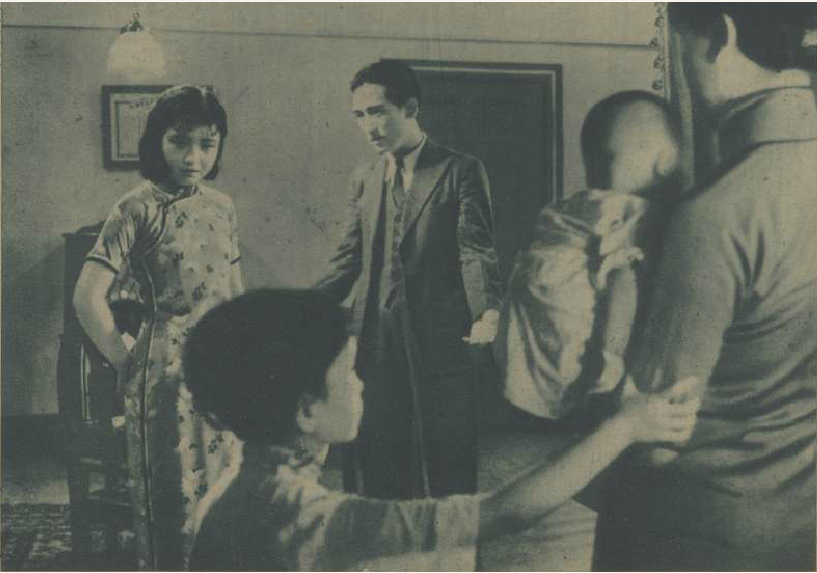
《自由神》剧照，载《电通》1935年第6期

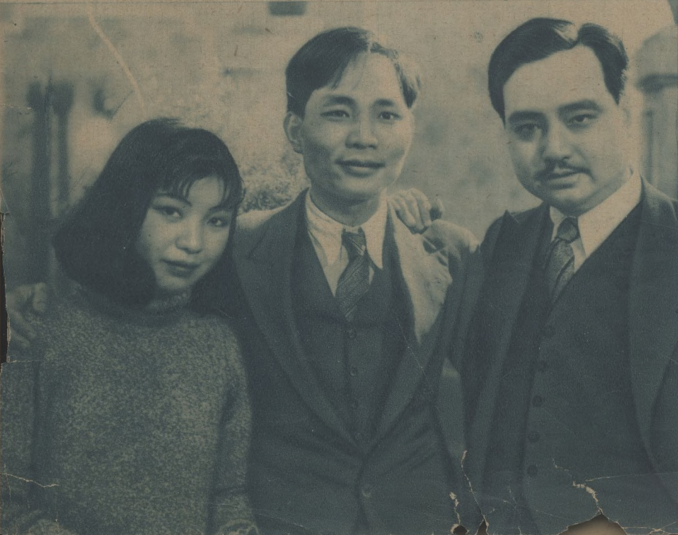
《自由神》导演司徒慧敏（居中），左右分别为主演王莹、周伯勋，载《电通》1935 年第1期

1919年，五四运动时期，青年学生陈行素（王莹 饰）爱上了同学林之彬（施超 饰），与其离家出走；不久，两人带着儿子到了廣州，林之彬在廣州起義时牺牲，陈行素带着孩子投靠旧友杨棣华（周伯勋 饰），杨棣华细心照顾陈行素母子并对陈行素表示了爱慕，却冷淡了一直喜欢他的表妹汤秀云（吴湄 饰）。北伐开始后，陈行素随军北上，途中她认识青年军官周范（顧夢鶴 饰），两人很快相爱。北伐结束后，陈行素和周范一道来到上海。这时，已到上海行医的杨棣华和汤秀云抱着陈行素的儿子，到黄埔码头迎接陈行素。当杨棣华发现陈行素和周范在一起的情形时，他将孩子交给陈行素，怅然离去。之后杨棣华和汤秀云结婚了。不久，陈行素发现自己所爱的周范是有妇之夫，而且已有了孩子，她的心灵受到伤害，断然拒绝周范的苦苦哀求。一·二八事變中，陈行素与儿子失散，但看到更多无家可归的孤儿们后，她忍苦投身教养院，照顾战争中的遗孤。电影最后，陈行素教孩子们唱《自由神之歌》（电影主题曲），讲述道：人要靠自己的力量，做一个“堂堂的人”。

## 演员
- 王莹 饰 陈行素
- 施超 饰 林云彬
- 顧夢鶴 饰 周范
- 周伯勋 饰 杨棣华
- 吴湄 饰 汤季云

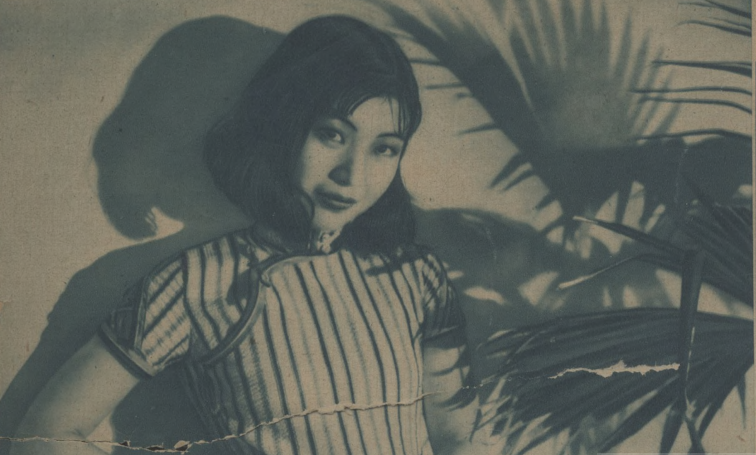
主角王莹，载《电通》1935年第1期

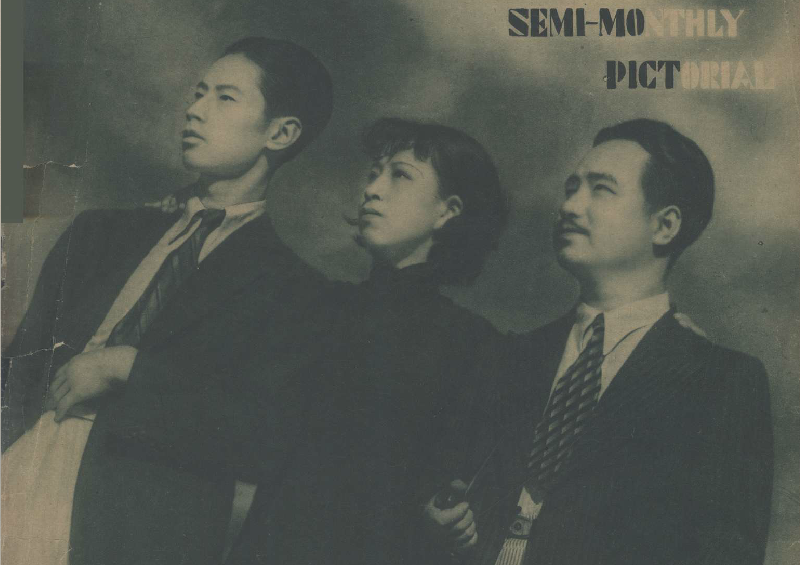
《自由神》演员施超、蓝苹、周伯勋，载《电通》1935年第6期

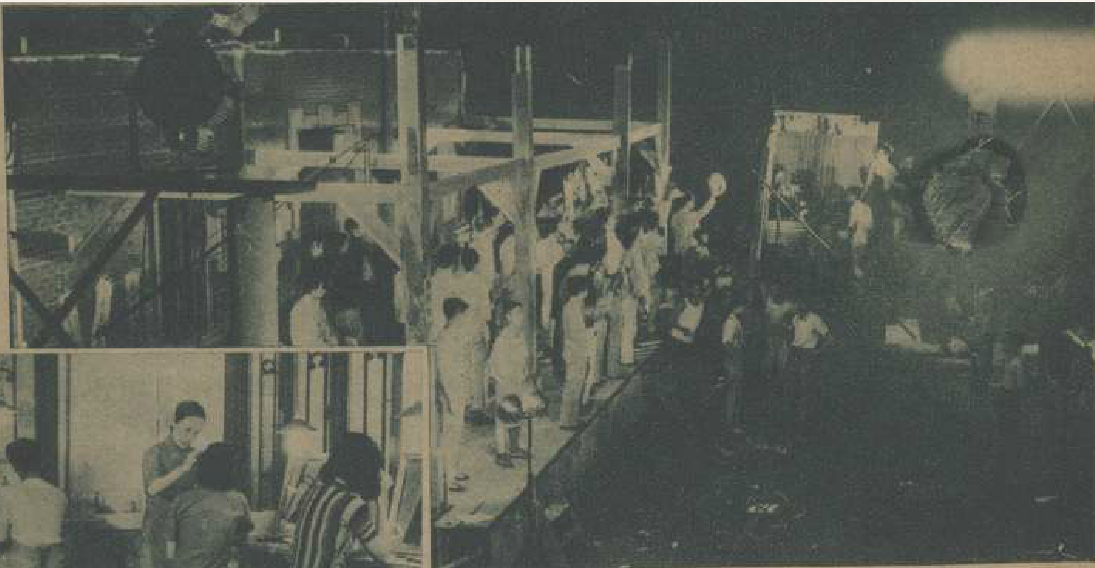
演员在片场，载《电通》1935年第6期

- 蓝苹 饰 余月英（剧中扮演因违反军纪抽烟被流弹射杀的女兵[7]）
- 吴茵 饰 何先生
- 罗怀景 饰 陈行素父
- 刘尚文 饰 张之中

## 评价
电影放映后，上海各大日报对《自由神》进行了评价，其中平野在《申报》中称，“《自由神》是从‘五四’一直到最近的革命运动的记录。在国产片中，这是一张仅有的有意义的历史片。”并赞扬摄影师杨霁明、演员施超、蓝蘋、任克、蔡维宁等人的演技。承达在《新闻报》中称赞电影的处理技术，并称“导演人司徒慧敏是以最新的姿态出现在这片中的。他对镜头，很能活用。”并称赞蓝蘋“以抽烟而饮弹，虽是袭用了《西线无战事》的一节，但并没有画蛇添足之感。”旅冈在《上海民报》中称“《自由神》的题材是采取得很有意义的，它反映了中国近代史中最光辉灿烂的一页。”李一在《时事新闻》中赞扬此部电影“更给予了观众一种确信，恋爱的结果不是所谓男主于外女主于内，而是在工作上的相互合作，相互勉励。”
在之后，姚苏凤主持了一起《每日电影》座评会，邀请叶灵凤、刘呐鸥、江兼霞、高明、穆时英参加（后载于1935年8月25日上海《晨报》），众位戏剧家与电影家对此电影各方面进行了批评和分析。江兼霞、姚苏凤、穆时英认为王莹的演技无法支撑整一个大时代的女性。高明、穆时英批评编剧用悲剧色彩描述国民革命是不合适的。叶灵凤、刘呐鸥认为电影剧本历史框架太长，致使牺牲细节描述；高明、刘呐鸥特别批评了顾梦鹤妻子的扮演者完全没有情绪表演。高明则称电影中表现最好的是蓝蘋，但对其结局不解，称“导演硬要把蓝蘋加入演员中，但是一经加入之后，却拿她没有办法了。这样，当然最简便的办法便是处死她了。”穆时英则表示电影不佳，“也许是因为司徒慧敏是新人的缘故吧”。关于摄影方面，刘呐鸥认为电影最不好的是“光调失却基准”。但座谈会最后，姚苏凤总结“批评应该是比较严格的”，对剧中结论的“做一个堂堂的人”表示赞许。穆时英则称该部电影团队“在艺术上是失败了，但他们是有希望的，因为他们的态度很严肃，而且又都是很虚心、很肯学习的人。”

## 影响
《自由神》是蓝苹（江青）从话剧转型演员后的处女作。这部电影中虽然她的剧情和台词很少，但其演技也得到舆论关注。1936年4月，夏衍在《文学》杂志六卷四期推出了自己最新创作的剧本《赛金花》，并交上海业余剧人协会在报纸上公开发出招聘《赛金花》女主人公赛金花的扮演者。王莹、蓝蘋均应聘，但蓝蘋在争演的纠纷中败北，并导致两人结怨交恶。1966年文化大革命爆发后，当时三十年前的当事人王莹、金山、郑君里、夏衍、于伶、赵丹等均受到制裁。

## 相关
- 中国电影文化协会